# Акрити
Акрити — (дев. अकृति, IAST: akṛti, от корня kṛ — «проявлять», с префиксом ā) — наблюдаемая индивидуальная форма вещи, конфигурация, силуэт, очертание, абрис, (ср. «эйдос» греч. философии и совр. понятие «гештальт»). Термин используется в дискуссиях о значении слова, его отношении к объекту и ритуальному действию. 

## В «Махабхашье» Патанджали
В «Махабхашье» Патанджали акрити коровы есть то, что одновременно и целиком присутствует в каждом индивиде этого класса, — горб, подгрудная складка и другие составные части, образующие определённую узнаваемую физическую конфигурацию, это её наблюдаемая материальная или физическая форма.